# Jurij Nyikolajevics Arcutanov
Jurij Nyikolajevics Arcutanov, oroszul: Юрий Николаевич Арцутанов (Leningrád, 1929. október 5. – Szentpétervár, 2019. január 1.) orosz mérnök. Az űrlift úttörője, továbbgondolója.

## Élete
1929. október 5-én született Leningrádban. A Leningrádi Műszaki Főiskolán szerzett mérnöki diplomát.
1959-ben Ciolkovszkij űrlift elképzelésére új, megvalósíthatóbb tervet javasolt, mely szerint egy földállandó műholdat felhasználva lehetne a szerkezetet fentről lefelé telepíteni. Egy ellensúly segítségével a kábel földállandó pályáról ereszkedne a Föld felszínére, míg az ellensúlyt kiterjesztenék a Földdel ellentétes irányba, a kábelt folyamatosan a Föld felszínének azonos pontja felett tartva.
Ötlete 1960-ban jelent meg a Komszomolszkaja Pravda vasárnapi mellékletében (В Космос — на электровозе), angolul viszont csak jóval később vált elérhetővé.